# Елмор (Огайо)
Елмор (англ. Elmore) — селище (англ. village) в США, в округах Оттава і Сендаскі штату Огайо. Населення — 1370 осіб (2020).

## Географія
Елмор розташований за координатами 41°28′14″ пн. ш. 83°17′28″ зх. д. / 41.47056° пн. ш. 83.29111° зх. д. (41.470476, -83.291232).  За даними Бюро перепису населення США в 2010 році селище мало площу 2,11 км², уся площа — суходіл.

## Демографія
Згідно з переписом 2010 року, у селищі мешкало 1410 осіб у 558 домогосподарствах у складі 389 родин. Густота населення становила 669 осіб/км².  Було 592 помешкання (281/км²).
Расовий склад населення:
| - 96,4 % — білих - 0,5 % — чорних або афроамериканців - 0,2 % — корінних американців - 0,1 % — азіатів |

До двох чи більше рас належало 2,1 %. Частка іспаномовних становила 5,7 % від усіх жителів.
За віковим діапазоном населення розподілялося таким чином: 27,2 % — особи молодші 18 років, 55,8 % — особи у віці 18—64 років, 17,0 % — особи у віці 65 років та старші. Медіана віку мешканця становила 38,6 року. На 100 осіб жіночої статі у селищі припадало 94,8 чоловіків;  на 100 жінок у віці від 18 років та старших — 89,1 чоловіків також старших 18 років.
Середній дохід на одне домашнє господарство  становив 62 817 доларів США (медіана — 56 979), а середній дохід на одну сім'ю — 78 023 долари (медіана — 74 583). Медіана доходів становила 55 208 доларів для чоловіків та 42 188 доларів для жінок. За межею бідності перебувало 4,2 % осіб, у тому числі 0,5 % дітей у віці до 18 років та 3,6 % осіб у віці 65 років та старших.
Цивільне працевлаштоване населення становило 616 осіб. Основні галузі зайнятості: освіта, охорона здоров'я та соціальна допомога — 31,3 %, роздрібна торгівля — 13,1 %, виробництво — 12,7 %.